# Бенати (Верона)
Бенати је насеље у Италији у округу Верона, региону Венето.
Према процени из 2011. у насељу је живело 45 становника. Насеље се налази на надморској висини од 129 м.